# Nossebro kyrka
Nossebro kyrka, tidigare även Nossebro kapell och Nossebro vägkapell, är en kyrkobyggnad i tätorten Nossebro i Essunga kommun. Den tillhör Essunga församling i Skara stift.

## Kyrkobyggnaden
För att få en egen kyrka i det växande stationssamhället, samlade man ihop medel, som möjliggjorde bygget av en kyrka. Den uppfördes 1925-1927 mitt i samhället på krönet av en backe invid Nossan efter ritningar av Knut Nordenskjöld. Byggnaden är traditionellt utformad med ett enskeppigt, rektangulärt långhus med ett rakt avslutat kor i öster, vilket har samma bredd som långhuset. Vid västra sidan finns ett kraftigt kyrktorn som kröns av huv, sluten lanternin och en reslig spira. Fönstren är småspröjsade.
Inredningen är klassiserande och innertaket medeltidsinspirerat med klöverbladsform.

## Inventarier
- Altartavlan är målad av John Hedaeus.

### Orgel
Först användes ett harmonium, som 1959 ersattes av en orgel, placerad på läktaren i sydväst. Den mekaniska orgeln är byggd av A. Magnusson Orgelbyggeri AB och har nio stämmor fördelade på två manualer och pedal. Fasaden är ljudande.